# 郭明瀚
郭明瀚（英語：James B. Cunningham，1952年—）是美国的一名外交官，曾擔任過駐阿富汗、以色列、联合国大使及駐港澳總領事。

## 經歷
郭明瀚出生於賓夕法尼亞州愛倫鎮，以優異成績畢業於紐約雪城大學政治學及心理學系。他的夫人萊斯麗‧詹尼爾來自紐約州的曼尼維爾，他們有倆個孩子。他通曉意大利語﹑法語﹑西班牙語，亦懂中文。他曾獲得美國國務院表現傑出獎，因政府管理創新而獲漢莫獎以及總統勛績獎等。
郭明瀚大部分外交生涯專注於歐洲及安全事務方面，具有廣泛的多邊外交經驗。早年在華盛頓國務院本部、駐瑞典大使館﹑駐義大利大使館及駐北約代表處工作。1988年，新任北約秘書長渥爾納任命郭明瀚為副幕僚長，1989年1月升為幕僚長，為北約秘書長在德國統一、前蘇聯及華沙條約解體、以及北約全體1200名跨國員工的管理方面提供意見。
1990年8月伊拉克入侵科威特不久，郭明瀚成為美國駐聯合國代表處副政治參贊。1993至1995年間，他出任美國國務院歐洲安全及政治事務處長，負責美國對歐洲各方面的政策。1996至1999年，任美國駐義大利大使館副館長。2001年1月至9月間，為署理美國駐聯合國常任代表。2001年至2005年任美國駐聯合國大使及副常任代表，2005年至2008年任美國駐香港及澳門總領事。2008年至2011年任美國駐以色列大使。2012年至2014年任美國駐阿富汗大使。